# Quiz

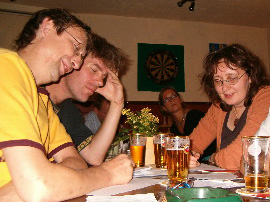
Equipa a participar num quiz de bar nos Países Baixos

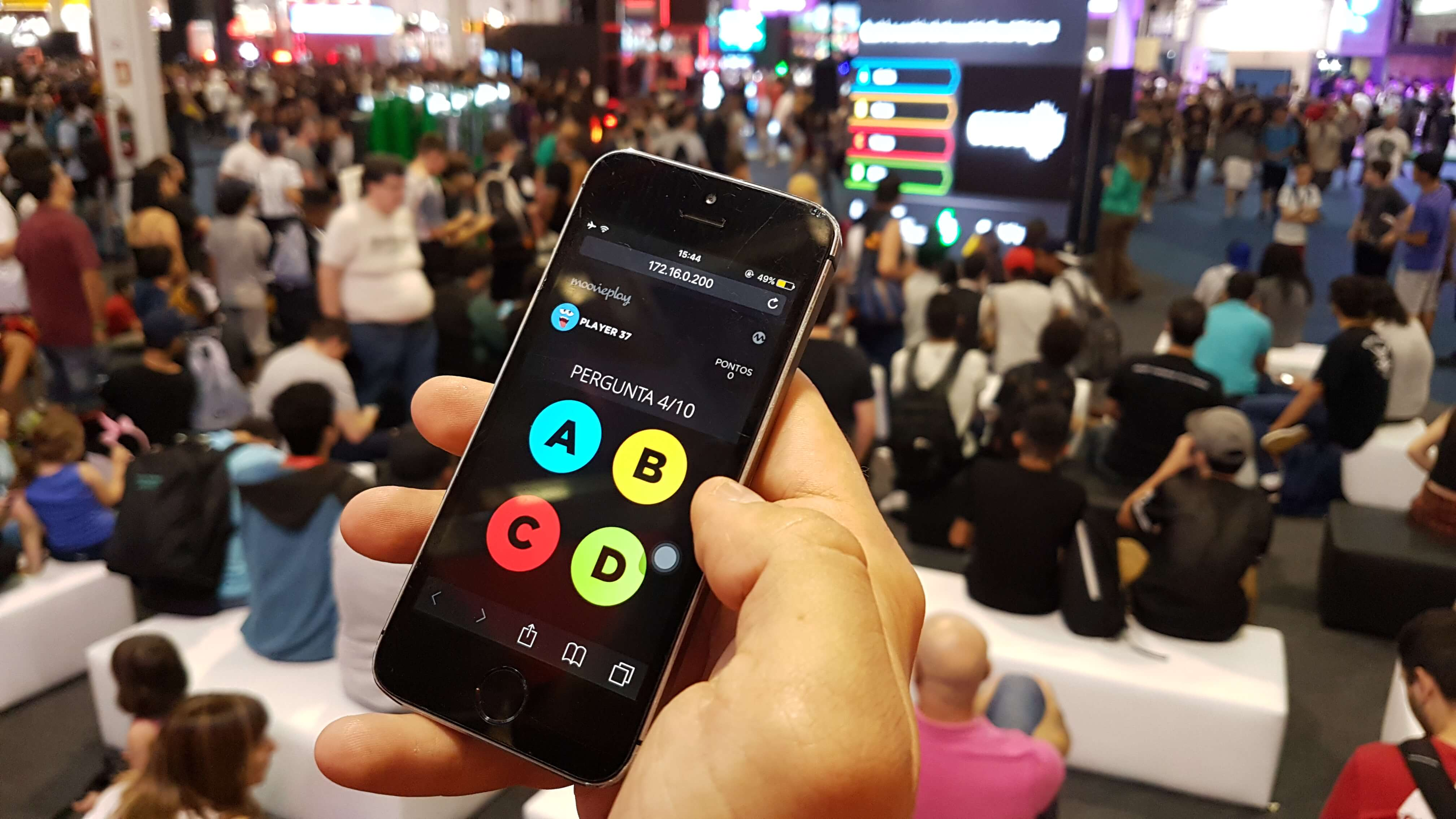
Quiz interativo na BGS

Quiz (em inglês:  quiz, plural quizzes) é um jogo ou desporto mental no qual os jogadores (individualmente ou em equipas) tentam responder corretamente a questões que lhes são colocadas. Em alguns contextos, a palavra também é utilizada como sinónimo de teste informal para a avaliação de aquisição de conhecimentos ou capacidades em ambientes de aprendizagem.
Enquanto jogo ou passatempo, um quiz é normalmente pontuado segundo algum sistema, e os vencedores são os que atingem o maior número de pontos. Os quizzes podem ser temáticos ou generalistas, caso em que se colocam questões sobre cultura geral. O formato, pontuação, forma de resposta e duração dos quizzes pode variar muito. Em geral, as respostas podem ser dadas por escrito ou oralmente, na versão tradicional, e, mais recentemente, através de comandos wireless. O jogo é conduzido por um ou mais apresentadores.

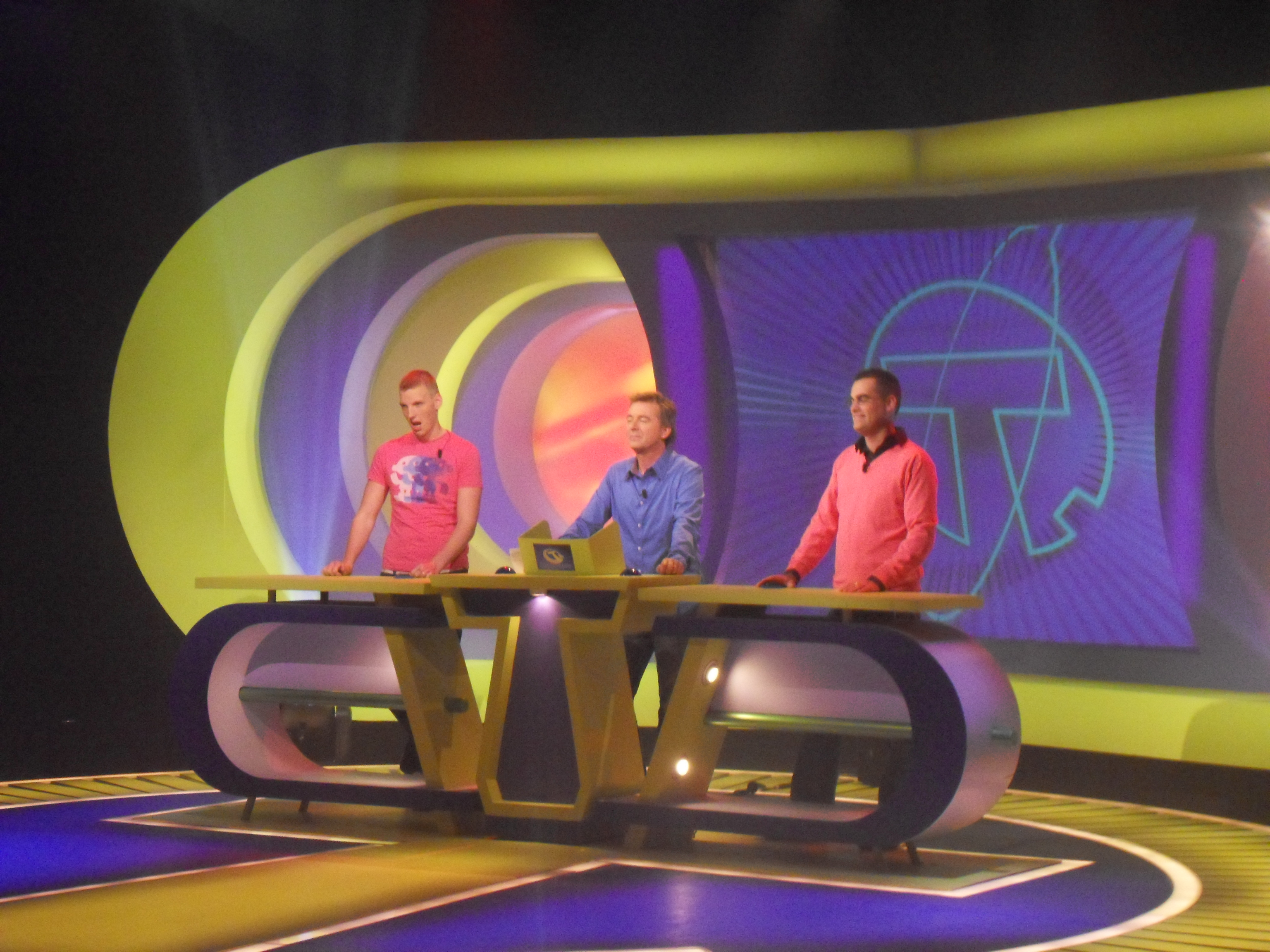
Quiz show na televisão neerlandesa (Außen Kandidaten, o "quizmaster", no meio e ladeado por concorrentes)

O formato de concursos de perguntas e respostas é também muito popular em contexto televisivo, com numerosos programas a serem produzidos e emitidos em vários países. Genericamente esses programas denominam-se quiz show.

## Etimologia
A primeira utilização comprovada da palavra quiz data de 1781 e queria dizer pessoa estranha, tendo mais tarde adquirido o significado de "brincar com" ou "gozar". De acordo com o Oxford English Dictionary, é usada com o significado de "enigma, pergunta" desde 1843. A etimologia é incerta: alguns dizem que vem do pronome interrogativo latino Quis ("quem?"). Outra hipótese mais curiosa e que assume contornos de lenda urbana é a ideia de que seria uma palavra sem sentido usada por um gerente de teatro de Dublin, James Daly, depois de uma aposta em 1791, em que assumiu que conseguiria introduzir, em 24 horas, uma palavra no discurso da sua cidade. O homem terá contratado gente para escrever, à noite, a palavra em todas as paredes a tinta vermelha e as pessoas, no dia seguinte, ter-se-ão perguntado o significado de quiz e, desde então, a palavra terá adquirido o significado de "procura" ou "quebra-cabeça". No entanto, não há evidências de que esta história seja verdadeira e o termo já era usado antes desta alegada aposta em 1791.

## Quizzes famosos
Na TV:
- Quem Quer Ser Milionário
- Um Contra Todos
- O Elo Mais Fraco
- The Money Drop
- Show do Milhão

Para jogar in loco:
- QuizzSaber?!
- Dr. Why
- Mr. Quiz
- Quizzes de cascata (com papel e caneta)

De mesa:
- Trivial Pursuit
- Logos & Marcas
- Quiz 4 You

Quiz digital:
- Perfil (Jogo da Grow);
- Moovieplay - Jogo de quiz multi usuários;
- Quiz sobre mim - Tipo de quiz onde pessoas desafiam amigos com perguntas sobre fatos do autor
- Quiz Online - Quiz online trivial e personalidade para testar a cultura geral e autoconhecimento;

## Campeonatos
O campeonato mundial de quiz (WQC) é organizado anualmente desde 2003, sendo organizado desde 2004 pela Associação Internacional de Quiz (IQA). O Campeonato Europeu de Quiz (EQC) é organizado anualmente desde 2004.
Nos países anglo-saxónicos, na Flandres e na Estónia há também competições oficiais de quiz entre universidades, clubes, etc., por exemplo os National Academic Quiz Tournaments ou as provas da Academic Competition Federation.
Em Portugal, o Dr. Why organiza campeonatos locais, regionais e nacionais, em 16 distritos, com pontuações em tempo real no local e online e, uma vez por ano, reúne as melhores equipas na Noite dos Campeões . Os quizzes de cascata também fazem um encontro anual nacional.